# Free Guy
Pour plus de détails, voir Fiche technique et Distribution.
Free Guy ou L'Homme libre au Québec est une comédie américaine réalisée par Shawn Levy, sortie en 2021.
Le film présente un personnage non-joueur d'un MMORPG se défaisant de ses instructions informatiques pour protéger ses semblables et enquêter avec une vraie joueuse sur l'avenir de son jeu.

## Synopsis
Dans le jeu vidéo Free City, Guy est un personnage non-joueur employé dans une banque. Sa vie est réglée et il fait chaque jour la même chose, encore et encore : s'habiller de la même façon ; prendre son café selon la même recette et le boire avec son meilleur ami, vigile dans sa banque ; se faire braquer. Jusqu'au jour où il croise la belle Molotov Girl.
Celle-ci est l'avatar de Millie, une habituée du jeu. Prenant Guy pour un joueur débutant, celle-ci lui conseille quelques astuces simples pour améliorer ses statistiques, ce que Guy fait. Prenant également le parti de protéger les personnages non-joueurs, il devient une célébrité des réseaux sociaux en montrant un exemple de bonté dans un jeu particulièrement violent. Lorsque Millie s'en rend compte, Guy est devenu la star du jeu.
Ce statut ne plaît pas à Antwan Hovachelik, le créateur officiel de Free City, qui souhaite lancer Free City 2, sur des prémices aussi violentes que le premier opus. La renommée de Guy et sa réputation risquent de couler ce lancement, et il demande à ses programmeurs d'effacer la mémoire de ce personnage.
Mais Millie n'est pas qu'une joueuse : c'est avant tout une programmeuse qui cherche à prouver que pour créer Free City, Antwan a volé le code qu'elle avait développé avec son ami Keys, qui travaille désormais dans la compagnie d'Antwan. Elle recherche une trace infime de ce code - l'image d'une île paradisiaque... Le jeu qu'elle et son compère souhaitaient promouvoir prévoyait que son intelligence artificielle puisse évoluer ; elle comprend alors que Guy est le résultat de cette évolution. Toutefois, étant une évolution, il ne suffit pas à prouver la malhonnêteté d'Antwan, mais en lui redonnant la mémoire, Millie lui permet de se rappeler qu'il a bien vu l'image de l'île : dans le reflet de ses stores, chaque matin, réminiscence du code qui n'a pas été effacée.
Prônant la révolte des non-joueurs face aux programmeurs, Guy tente de franchir les limites informatiques de sa ville virtuelle, tandis qu'Antwan essaie désespérément de l'en empêcher, à la fois virtuellement en lançant contre lui Dude, ultracostaud ultraviolent, et physiquement en détruisant les serveurs de Free City.

## Fiche technique
Sauf indication contraire, les informations mentionnées dans cette section peuvent être confirmées par les bases de données cinématographiques IMDb et Allociné,  présentes dans la section « Liens externes ».
- Titre original et français : Free Guy
- Titre québécois : L'Homme libre[1] (initialement Libérer Guy)
- Réalisation : Shawn Levy
- Scénario : Zak Penn et Matt Lieberman, d'après une histoire de Matt Lieberman
- Musique : Christophe Beck
  - Musiques additionnelles : Jeff Morrow, Michael Paraskevas et Tyler Westen
- Direction artistique : Steve Cooper, Beat Frutiger et Jared Patrick Gerbig
- Décors : Ethan Tobman
- Costumes : Marlene Stewart
- Photographie : George Richmond
- Son : Samuel R. Green, David Grimaldi, Craig Henighan, Ai-Ling Lee, Paul Massey, Angelo Palazzo, Nathan Robitaille, Jack Whittaker, Tom Williams
- Montage : Dean Zimmerman
- Production : Greg Berlanti, Adam Kolbrenner, Shawn Levy, Ryan Reynolds et Sarah Schechter
  - Production déléguée : George Dewey, Dan Levine, Michael Riley McGrath, Josh McLaglen et Mary McLaglen
  - Production associée : Scott Elias
  - Coproduction : Dan Cohen et Rand Geiger
- Sociétés de production[2] :
  - États-Unis : Berlanti Productions, 21 Laps Entertainment, Maximum Effort et Lit Entertainment Group, en association avec TSG Entertainment, présenté par 20th Century Studios
  - Canada : Crédit d'impôt québécois pour le cinéma et la télévision
- Sociétés de distribution : Walt Disney Studios Motion Pictures (États-Unis) ; Walt Disney Studios Motion Pictures International (France, Belgique, Suisse)[3]
- Budget : 125 millions de $[4]
- Pays de production :  États-Unis
- Langues originales : anglais, japonais, allemand
- Format[5] : couleur — 35 mm — 2,39:1 (Panavision) — son Dolby Atmos / Dolby Digital / Dolby Surround 7.1 / DTS / IMAX 6-Track
- Genre : action, aventure, comédie, fantastique, science-fiction
- Durée : 115 minutes
- Dates de sortie[6] :
  - Suisse italienne : 10 août 2021 (Festival international du film de Locarno)
  - France, Belgique, Suisse romande : 11 août 2021[7],[8],[9]
  - États-Unis, Québec : 13 août 2021[1]
- Classification[10] :
  - États-Unis : accord parental recommandé, film déconseillé aux moins de 13 ans (PG-13 - Parents Strongly Cautioned)[N 1]
  - France : tous publics[11]
  - Québec : tous publics - déconseillé aux jeunes enfants (G - General Rating)
  - Belgique : potentiellement préjudiciable jusqu'à 12 ans ([[Cinecheck|12 - Mogelijk schadelijk voor kinderen onder de 12 jaar]])[12],[N 2]
  - Suisse romande : interdit aux moins de 12 ans[13]

## Distribution
- Ryan Reynolds (VF : Pierre Tessier ; VQ : Maël Davan-Soulas) : Guy / Dude (capture faciale)
- Jodie Comer (VF : Olivia Luccioni ; VQ : Kim Jalabert) : Millie Rusk / Molotov Girl[14]
- Joe Keery (VF : Clément Moreau ; VQ : Louis-Philippe Berthiaume) : Walter « Keys » McKey
- Lil Rel Howery (VF : Diouc Koma ; VQ : Jean Jr Fayolle) : Buddy
- Utkarsh Ambudkar (VF : Sonny Thongsamouth ; VQ : Nicolas Poulin) : Mouser [15]
- Taika Waititi (VF : Stéphane Ronchewski ; VQ : Hugolin Chevrette-Landesque) : Antwan Hovachelik[16],[17]
- Camille Kostek (VF : Diane Dassigny) : La bombasse (Bombshell en VO) [18]
- Channing Tatum (VF : Axel Kiener ; VQ : Thiéry Dubé) : Revenjamin Buttons
- Matty Cardarople (VF : Arthur Khong) : Keith, le joueur de Revenjamin Buttons
- Jacksepticeye (VF : Fabrice Fara) : lui-même
- Aaron Reed : Dude (capture de mouvements)
- Britne Oldford (VF : Aurélie Konaté) : Missy la serveuse (Barista en VO)
- Mike Devine (VF : Jérémy Prévost) : l'officier Johnny
- Mark Lainer (VF : Michel Dodane) : l'otage
- Tyler « Ninja » Blevins (VF : Alexis Tomassian) : lui-même
- Imane « Pokimane » Anys : elle-même
- Chris Evans (VF : Alexandre Gillet ; VQ : Alexandre Fortin) : lui-même (caméo)
- Hugh Jackman (VF : Adrien Antoine ; VQ : Martin Desgagné) : le joueur masqué dans l'allée (caméo)
- Dwayne Johnson (VF : Namakan Koné) : le braqueur de banque (caméo vocal)
- John Krasinski (VF : Eilias Changuel) : le joueur aperçu en silhouette (caméo)
- Tina Fey : la mère de Keith (caméo vocal)

version française réalisée par la société de doublage Dubbing Brothers, sous la direction artistique de Dorothée Pousséo, avec une adaptation des dialogues effectué par Bruno Chevillard.
version québécoise réalisée par la société de doublage Difuze Inc., mixée par le studio Dubbing Brothers, sous la direction artistique de Sophie Deschaumes, avec une adaptation des dialogues effectué par Thibaud de Courrèges et Bérengère Rouard.
 Source et légende : version française (VF) sur RS Doublage et selon le carton du doublage français cinématographique.
 Source et légende : version québécoise (VQ) sur Doublage.qc.ca et selon le carton du doublage québécois cinématographique.

## Production
Le tournage débute à Boston en mai 2019, notamment dans le Financial District,. Il se déroule également à Worcester et Framingham, ainsi qu'à Revere et Weymouth.

## Accueil

### Sortie
Free Guy devait initialement sortir aux États-Unis le 3 juillet 2020, mais la date est repoussée en raison de la pandémie de Covid-19,,. Elle est ensuite annoncée pour le 11 décembre 2020,. En novembre 2020, 20th Century Studios repousse à nouveau la sortie à 2021. En décembre 2020, la sortie est cette fois repoussée au 21 mai 2021. En mars 2021, la sortie est cette fois repoussée au 13 août 2021.
En France, le film est sorti le 11 août 2021.
Le film se hisse en tête du box-office nord-américain et génère plus de 28,4 millions de dollars à travers le monde dès la première semaine de sa sortie.
Initialement, le titre québécois dans les deux premières bandes-annonces était Libérer Guy. Cependant, lors de la sortie de la troisième bande-annonce, 20th Century Studios a changé le titre québécois pour L'Homme libre.
Pour la sortie du film, Fortnite propose à ses joueurs un nouveau skin nommé « Mec » (ou « Dude » en anglais), faisant référence à l'antagoniste virtuel de Guy.

### Box-office
À la fin de sa première semaine de sortie en salle, le film cumule plus de 50 millions de dollars de recettes au box office mondial, un très beau chiffre pour un film sorti en pleine pandémie[réf. nécessaire].
Les recettes mondiales atteignent plus de 100 millions de dollars après plus de 2 semaines d'exploitation (113 millions de $)[réf. nécessaire].
Sa troisième semaine d'exploitation est marqué par la sortie du film en Chine. Ainsi le film se classe, encore une fois, après trois semaines d'exploitation, premier, avec plus de 70 million de dot engendrés, dont près de 30 millions seulement en chine (179 millions de $)[réf. nécessaire].
Après un mois d'exploitation, le film cumule près de 250 millions de $. Le film rentre dans le même temps dans le top 10 au box-office mondial[réf. nécessaire].
| Pays ou région        | Box-office      | Date d'arrêt du box-office | Nombre de semaines |
| --------------------- | --------------- | -------------------------- | ------------------ |
| États-Unis            | 121 626 598 $   | 2 décembre 2021            | 16                 |
| France                | 578 546 entrées | 28 septembre 2021          | 7                  |
| Total hors États-Unis | 209 877 159 $   | en cours                   | en cours           |
| Total mondial         | 331 503 757 $   | en cours                   | en cours           |

## Distinctions

### Récompenses

#### 2021
- Chinese American Film Festival (C.A.F.F.) : Golden Angel Award du film américain le plus populaire en Chine
- People's Choice Awards : film comique de l'année
- Sunset Film Circle Awards : meilleur film familial
- Women Film Critics Circle Awards : pire image de la femme[N 3]

#### 2022
- MTV Movie & TV Awards : meilleure performance comique pour Ryan Reynolds

### Nominations

#### 2021
- Festival international du film de Locarno : Variety Piazza Grande Award pour Shawn Levy
- Las Vegas Film Critics Society : meilleur film de comédie
- People's Choice Awards :
  - Star masculine de cinéma de l'année pour Ryan Reynolds
  - Star de cinéma comique préférée pour Ryan Reynolds
- St. Louis Film Critics Association :
  - Meilleur film de comédie
  - Meilleur film d'action
  - Meilleurs effets visuels
- Sunset Film Circle Awards : voleur de scène pour Channing Tatum

#### 2022
- Academy of Science Fiction, Fantasy and Horror Films - Saturn Awards :
  - Meilleur film de science-fiction
  - Meilleure actrice dans un second rôle pour Jodie Comer
- British Academy Film and Television Arts Awards : meilleurs effets visuels pour Swen Gillberg, Bryan Grill, Nikos Kalaitzidis et Daniel Sudick
- Chicago Indie Critics Awards (CIC) : meilleurs effets visuels pour Swen Gillberg, Bryan Grill, Nikos Kalaitzidis et Daniel Sudick
- Critics' Choice Movie Awards : meilleure comédie
- Critics' Choice Super Awards :
  - Meilleur film de science-fiction ou fantastique
  - Meilleur acteur dans un film de science-fiction ou fantastique pour Ryan Reynolds
  - Meilleure actrice dans un film de science-fiction ou fantastique pour Jodie Comer
- Denver Film Critics Society : meilleur film de comédie
- Dragon Awards : meilleur film de science-fiction ou fantastique
- Golden Schmoes Awards :
  - Meilleur film de comédie de l'année
  - Meilleur film de science-fiction de l'année
  - La plus grande surprise de l'année
- Hawaii Film Critics Society :
  - Meilleur film de science-fiction
  - Meilleurs effets visuels pour Swen Gillberg, Bryan Grill, Nikos Kalaitzidis et Daniel Sudick
- Hollywood Critics Association :
  - Meilleur film de comédie ou musical
  - Meilleurs effets visuels pour Bryan Grill, Daniel Sudick, Nikos Kalaitzidis et Swen Gillberg
- MTV Movie & TV Awards : meilleur combat
- Music City Film Critics' Association Awards : meilleur film de comédie
- Oscars : meilleurs effets visuels pour Swen Gillberg, Bryan Grill, Nikos Kalaitzidis et Dan Sudick
- Prix Aurora : meilleure présentation visuelle pour Shawn Levy

## Éditions en vidéo
- En France, le film Free Guy est sorti en VOD le 8 décembre 2021[7]. Le film est également sorti en DVD[38], Blu-ray[39] ainsi qu'en 4K Ultra HD[40] le 10 décembre 2021.
- Au Québec, le film est sorti en copie numérique et en VSD le 28 septembre 2021, sur Disney+ le 29 septembre 2021, en DVD et Blu-ray le 12 octobre 2021, ainsi que sur Crave le 4 février 2022[1].